# بلک باتن (آلاباما)
بلک باتن (به انگلیسی: Black Bottom) یک منطقهٔ مسکونی در ایالات متحده آمریکا است که در شهرستان کلمن، آلاباما واقع شده‌است. بلک باتن ۹۸٫۱۵ متر بالاتر از سطح دریا واقع شده‌است.